# I THINK SO
「I THINK SO」（アイ・シンク・ソー）は、1980年12月21日にリリースされた岩崎良美の4枚目のシングル。発売元はキャニオンレコード。

## 概要
2枚目のアルバム『SAISONS』と同日発売。表題曲「I THINK SO」は、岩崎本人が出演した ″オリエント時計″ CMソングに採用された。
B面曲「愛情物語」は『SAISONS』からのシングルカット。
ジャケット撮影は篠山紀信が担当している。

## 収録曲
1. I THINK SO（3分37秒）
作詞：岡田冨美子／作曲：網倉一也／編曲：船山基紀
2. 愛情物語（4分8秒）
作詞：なかにし礼／作曲：坂田晃一／編曲：船山基紀